# Àrea de Conservació Guanacaste
L'Àrea de Conservació Guanacaste (ACG), és un lloc Patrimoni de la Humanitat declarat per la UNESCO l'any 1999, està situat en la nord-oest de Costa Rica, que comprèn el Parc Nacional Santa Rosa, el Parc Nacional Guanacaste, el Parc Nacional Rincón de la Vieja, el Refugio de Vida Silvestre Iguanita i el Refugio de Vida Silvestre Bahia Junquillal. Es va formalitzar la unió en el Sistema Nacional de Conservació Àrees (SINAC) el 1994.
L'àrea conjunta dels parcs va assolir la superfície de 1470 km²; l'any 2004.

## Àrees Protegides
- Parque Nacional Santa Rosa
- Parque Nacional Rincón de la Vieja
- Parque Nacional Guanacaste
- Refugio de Vida Silvestre Bahía Junquillal
- Refugio de Vida Silvestre Iguanita